# Klemens Franz
Klemens Franz (* 17. April 1979 in Graz) ist Spieleillustrator und Spieleautor aus Österreich.

## Leben
Nach der Ausbildung zum Bildhauer an der HTBLA Ortweingasse in Graz, dem Besuch des Fachhochschulstudiengangs Informationsmanagement an der FH Joanneum ebenfalls in Graz zog er berufsbedingt nach Düsseldorf und war für Ubisoft Deutschland im Bereich Produktmanagement tätig. Seine Diplomarbeit Helen Keller: a digital biography wurde für ihren praktischen Teil mit dem „Young Creativity Award“ der Net D@ys 2003 bedacht. Nach mehreren Nebenjobs unter anderem als Fotograf, Texter, Grafiker, Layouter und Illustrator war er in Kapfenberg als wissenschaftlicher Mitarbeiter an der FH Joanneum im Bereich Neue Medien in der Abteilung PR & Marketing tätig und gründete das atelier198. Im atelier198 illustriert er seit 2006 Brett- und Kartenspiele für kleinere und größere Verlage. Seine bisher größten Erfolge sind Agricola, Le Havre und Vor den Toren von Loyang. Klemens Franz ist verheiratet und hat mehrere Kinder.

## Auszeichnungen
- 2006 erhielt Klemens Franz im Rahmen der Innovationspreisverleihung des Steirischen Vulkanlandes den Zukunftspreis für seine Idee „Spielfunke: Junior - Familie - Senior“[4]
- 2008 wurde er zum Ehrenmitglied der Wiener Spiele Akademie ernannt[5]
- 2014 wurde das von ihm illustrierte und gemeinsam mit Dale Yu und Hanno Girke entwickelte Kinderspiel „Flizz & Miez“ zum „Kinderspiel des Jahres“ nominiert.[6] Das Spiel erhielt weiters die Auszeichnung „Spielehits für Kinder“ der Wiener Spiele Akademie[7]

## Illustrationen zu Spielen (Auswahl)
- Die Drachenbändiger von Zavandor, Lookout Games (2006) – ein Drache
- Agricola, Lookout Games (2007)
- Bohnanza Fan Edition, Lookout Games und Amigo (2007)
- Was gibt es Neues?, whitecastle/Piatnik (2007)
- Neuland, eggertspiele (2008)
- Le Havre, Lookout Games (2008)
- Euro bleib‘ in Vulkanland, BVR-Verlag (2008)[8]
- Suleika – Die 2 Teppiche (Erweiterung), Wiener Spieleakademie/Zoch Verlag (2008)
- Vor den Toren von Loyang, H@ll-Games (2009)
- Agricola: Die Moorbauern, Agricola-Erweiterung, Lookout Games (2009)
- Mit Händen und Füßen, whitecastle (2009)
- R-Öko, Amigo (2010)
- Ranking, Hans im Glück Verlag (2010)
- Bangkok Klongs, dlp-games (2010)
- Flinke Fliegen, Franckh-Kosmos (2011)
- Pergamon, eggertspiele (2011)
- The City, Amigo (2011)
- Ora et Labora, Lookout Games (2011)
- Milestones, eggertspiele (2012)
- Agricola – Die Bauern und das liebe Vieh, Lookout Games (2012)
- Caverna – Die Höhlenbauern, Lookout Games (2013)
- Palmyra, irongames (2013)
- Grog Island, eggertspiele (2014)
- Port Royal, Pegasus (2014)
- Patchwork, Lookout Games (2014)
- Isle of Skye: Vom Häuptling zum König, Lookout Games (2015)

## Arbeiten als Spieleautor
2013 wurden drei Spiele zum Thema Carrera-Rennbahnen veröffentlicht, bei denen Klemens Franz neben Hanno Girke und Dale Yu als Autor verantwortlich zeichnet.

## Redaktionelle Tätigkeit
Neben seiner Tätigkeit als Illustrator schreibt Klemens Franz als freier Redakteur für Die Presse in der Wochenbeilage Spectrum, WIN Das Spielejournal und Lotek64.

## Publikationen
- Ein Haptischer Ansatz im E-Learning. In: Maria Jandl, Jutta Pauschewein (Hrsg.): E-Learning an der FH Joanneum. Graz 2005, ISBN 3-901402-46-2, S. 108–120.
- Parallels of Visual-Morphology in Painting, Child Drawing and Digital Games. In: Kulturotwórcza funkcja gier. Teil 2, Poznań 2007, ISBN 978-83-232-1825-8, S. 115–122.
- Regenerating Narrative Structures in Digital Games. In: Kulturotwórcza funkcja gier. Teil 2, Poznań 2007, ISBN 978-83-232-1825-8, S. 123–130.
- Verdammte Ahnen – Eine mögliche Genealogie des First-Person-Shooters Doom bis 1993. In: Georg Fuchs (Hrsg.): Lotek64. Nr. 26, Juli 2008.